# Saint-Félix-de-Valois
Saint-Félix-de-Valois è un comune del Canada, situato nella provincia del Québec, nella regione di Lanaudière.